# 统一俄罗斯党青年近卫军
统一俄罗斯党青年近卫军（羅馬化：Molodaya gvardiya Yedinoy Rossii；简称MGER）是统一俄罗斯党的青年翼。它成立于2005年，名称来自著名的二战地下组织青年近卫军。作为一个亲普京的青年直接行动组织，青年近卫军声称在俄罗斯拥有85个地区分部，从加里宁格勒到远东的符拉迪沃斯托克。